# Psellidotus meganticus
Psellidotus meganticus är en tvåvingeart som först beskrevs av Charles Howard Curran 1925.  Psellidotus meganticus ingår i släktet Psellidotus och familjen vapenflugor. Inga underarter finns listade i Catalogue of Life.